# Джон Кеннеді (бразильський футболіст)
Джон Кеннеді Батіста ді Соза (порт. John Kennedy Batista de Souza; нар. 18 травня 2002) — бразильський футболіст, нападник клубу «Флуміненсе».

## Біографія
Уродженець Ітауни, штат Мінас-Жерайс, розпочав футбольну кар'єру у молодіжній команді «Серрано». У 2016 році у віці 14 років приєднався до футбольної академії клубу «Флуміненсе». У вересні 2020 року продовжив свій контракт з клубом до 2024 року.
20 січня 2021 року дебютував в основному складі «Флуміненсе» у матчі бразильської Серії A проти «Куритиби». Вийшовши на заміну після перерви, вже на 59-й хвилині свого дебютного матчу Джон відзначився забитим м'ячем.
4 листопада 2023 року він забив переможний гол за «Флуміненсе» в фіналі Кубка Лібертадорес проти «Боки Хуніорс» в додатковий час, принісши своїй команді перемогу 2:1, що стало першим титулом його клубу в цьому турнірі. А вже 18 грудня він забив гол на 90-й хвилині в матчі півфіналу клубного чемпіонату світу проти єгипетського «Аль-Аглі» (2:0), допомігши їй вийти у фінал турніру.

## Досягнення
- Чемпіон штату Ріо-де-Жанейро: 2022, 2023
- Володар Кубка Лібертадорес: 2023
- Переможець Рекопи Південної Америки: 2024